# Potamódramo
Diz-se que são potamódromos os peixes ou outros animais aquáticos que, ao longo do seu ciclo de vida, migram entre diferentes massas de água doce, por exemplo, entre vários locais de um rio, ou entre um rio e um lago.
As migrações podem ter várias causas:
- Reprodução – os animais podem ter que procurar locais apropriados para construírem os seus "ninhos";
- Alimentação – os animais podem ter que procurar locais onde os alimentos são mais abundantes ou mais apropriados a cada etapa do seu ciclo de vida;
- Refúgio – os animais podem ter que mudar o seu habitat pelo fato de o anterior ter sido invadido por predadores; ou por razões fisiológicas, ligadas à sua Ontogenia.